# 旧城海子
旧城海子是一个位于中国山东省济宁市的淡水湖，面积约为2.68平方千米，属于淮河区。它的一级流域为淮河流域，二级流域为淮河干流水系。